# Ilhama Aliyeva
Ilhama Aliyeva, född 4 september 1999 är en azerisk volleybollspelare (vänsterspiker). Aliyeva spelar med Azerbajdzjans landslag och har deltagit i bland annat EM 2021. På klubbnivå har hon spelat för lag i hemlandet.